# Club Balonmán Cangas

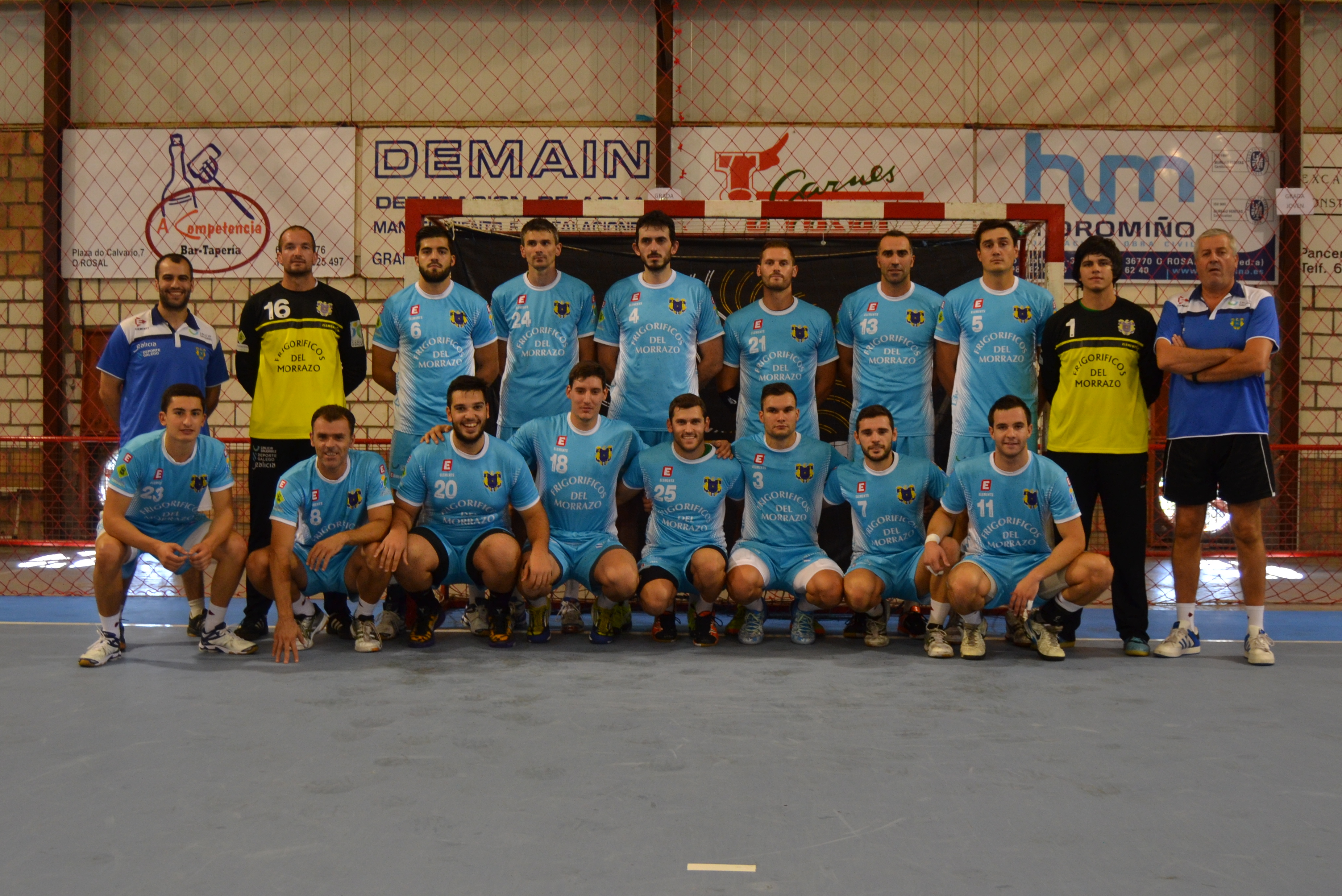
Plantilla del Cangas en el Copa Galicia 2014.

El Club Balonmano Cangas és un equip d'handbol de la localitat gallega de Cangas do Morrazo. La temporada 2009/10 el CB Cangas disputarà la Lliga ASOBAL després d'haver ascendit la temporada anterior de la Divisió de Plata d'Handbol.
El club es fundà l'any 1961 i fins a la temporada 1994/95 no aconseguí ascendir a la Lliga ASOBAL, on es mantindria durant 11 temporades consecutives, consumant-se el descens a la Divisió de Plata en finalitzar la temporada 2005/06. Després de 3 anys a la segona divisió estatal d'handbol, el CB Cangas ha aconseguit retornar per la temporada 2009/10 a la màxima categoria.
El CB Cangas disputa els seus partits com a local al Pavelló Poliesportiu d'O Gatañal, amb una capacitat per 2500 espectadors.